# Telchinia alalonga
Telchinia alalonga is een vlinder uit de familie van de Nymphalidae. De wetenschappelijke naam van de soort is voor het eerst gepubliceerd in 1996 door Graham Henning en Stephen Henning .
De soort komt voor in Zuid-Afrika.